# Panna Maria Guadalupská

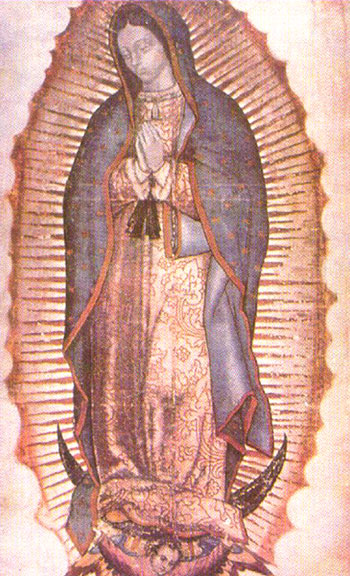
Panna Marie Guadalupská obklopená svatozáří

Panna Maria Guadalupská je označení obrazu na indiánské tilmě ze 16. století, který měl údajně vzniknout zázračným způsobem jako důkaz zjevení Panny Marie svatému Juanu Diegovi. Jde o nejznámější a nejuctívanější obraz v Mexiku a celé Latinské Americe.
V roce 1945 byla Panna Maria Guadalupská prohlášena svatým stolcem patronkou a ochránkyní Ameriky.

## Historie zjevení
Tato zjevení se řadí k nejstarším mariánským zjevením, která katolická církev označila za neodporující víře.
V prosinci 1531 se podle zpráv Panna Marie zjevila indiánu Juanu Diegovi na hoře Tepeyac. Podle dobové zprávy o zjevení Nican Mopohua motecpana sepsané v indiánské řeči náhuatl byla Panna Marie indiánského vzezření a tmavé pleti a s Juanem Diegem hovořila aztécky. Představila se mu jako Svatá Marie vždy Panna, Matka Boží, jediné Pravdy, skrze niž žijeme, Stvořitele lidí, Pána nebe a země. (Mezi Mexičany se vypráví, že se mu představila především jako „jeho matka“ a podle toho s ním i jednala). Požádala ho, aby vyřídil biskupovi, že má na tomto místě postavit kostel. Biskup Juan de Zumárraga ale Juanu Diegovi nevěřil a žádal důkaz. Juan Diego se pak opět sešel s Pannou Marií a ta ho poslala na vrcholek kopce natrhat růže, které uschoval pod svůj plášť. Poté když se dostavil před biskupa a svůj plášť rozevřel, objevil se na něm obraz Panny Marie Guadalupské.
Místo bylo nazváno Guadalupe (na žádost Panny Marie), pravděpodobně odvozené z aztéckého slova „Coatlaxopeuh“, které znamená „rozšlápla jsem hada“. Existuje ale několik jiných teorií o původu tohoto jména.
Již v roce 1539, osm let po zjevení, přijímá 8 miliónů Aztéků katolickou víru. Zpráva o zjevení a obraz Panny Marie tak výrazně pomohly při dokončení katolizace Mexika. Obraz Panny Marie Guadalupské zůstává dodnes jedním z nejuctívanějších obrazů celé Jižní Ameriky, sám pak byl předložen ve 20. století různým vědeckým analýzám pro zjištění původu a techniky kresby.
Svátek Panny Marie Guadalupské se připomíná 12. prosince.

## Dějinné pozadí zjevení v Mexiku
Dne 22. dubna 1519 přistál u města Veracruz Hernán Cortés a s 500 vojáky, 14 děly a pomocnými indiánskými sbory započal dobývání Aztécké říše s jejími tehdejšími 8 milióny obyvatel. Po dvou letech urputných a velmi krvavých bojů se Aztékové Španělům podrobili. Tím se zhroutil nejen jejich dobře zorganizovaný svět, ale i cyklus ritů, při kterém bylo ročně obětováno 20 tisíc lidí. Cortés přišel s úmyslem vyhladit starou modloslužbu a podporovat šíření katolické víry. V jeho doprovodu byli ovšem jen dva kněží a teprve v roce 1523 přišli první tři františkáni z Gentu. O rok později přibylo dalších 12 a v roce 1526 přišla na misie prvá skupina dominikánů. Jejich prvými učiteli neznámé domorodé řeči Aztéků byly indiánské děti, které rychle pochopily posunčinu a pak pomáhaly jako katecheti ve svých rodinách a vesnicích. Těžké škody misijnímu dílu zasazovali vysoce postavení španělští úředníci počínaje Nuňou de Guzmánem, kteří v rozporu s císařovými instrukcemi nakládali s indiány pro osobní obohacení jako s otroky. Změna nastala teprve, když do Mexika přišel prvý Římem jmenovaný biskup Fray Juan de Zumárraga. Tím byl udělán důležitý krok pro zdar misijního díla a to, že křesťanství zde zapustilo velmi rychle své kořeny, vděčí Mexiko událostem v Guadalupe, které se datují od 12. prosince 1531.

## Studie obrazu Madony
Plášť Juana Diega s obrazem Madony z agávové látky ze 16. století, který se měl nejpozději po 40 letech rozpadnout, je naprosto zachovalý.
Obraz údajně nenese žádné stopy tahů štětce, je barevný a svěží, ale barviva se nedaří identifikovat, nepodobají se ničemu, co se v malířské technice používá. Barvy podobně jako perleť mění svůj odstín podle toho, z jaké vzdálenosti a pod jakým úhlem obraz pozorujeme. Technika zobrazení v lecčems připomíná obraz na turínském plátně. Kresba je zde pouze na povrchu, nevpitá dovnitř.

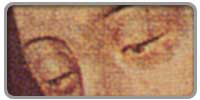

V roce 1951 obraz fotografoval jeden fotograf z Mexika a přitom také udělal zvětšeninu tváře. Při sledování lupou si všiml v očních pupilách obrysů tváře. Biskupem následně sestavená komise zjistila, že se jedná se vší určitostí o Juana Diega, jehož dobový portrét se zachoval. A to je umístěno v oku o velikosti špendlíkové hlavičky. Zajímavé je, že se obraz zrcadlí na pupile, když na ni dopadá světlo, obdobně jako u živých lidí, fotografie tuto vlastnost nemají. Oči na obraze se proto do určité míry chovají jako oči živého člověka. Obraz v očích má dokonce sférické zkreslení, jaké musí mít, když se zobrazuje na kulové ploše. Výzkum v roce 1962 za použití dokonalejší techniky a většího zvětšení pak odhalil v očích Panny Marie ještě další postavy. Obraz je tak perfektní, že je možno identifikovat celou situaci. Jedna postava se dívá na Juana, druhá se mu dívá přes rameno. Ve druhé postavě byl rovněž podle dobového obrazu identifikován překladatel Juan Gonzales, který tenkrát stál vedle Juana Diega. Třetí postava je nezřetelná, ale zřejmě to bude světící biskup Ramirez y Fuenleal, který byl při audienci také přítomen. Uvědomíme-li si, že obraz vznikl při audienci Juana Diega před biskupem Zumárragou, vyplyne nám z toho, že zobrazuje scénu při vysypání květů z pláště. Protože se scéna zobrazuje v oku Panny Marie, ozřejmuje se nám nejen, že byla vzniku obrazu přítomná, ale také, že stála vedle biskupa Zumarragy, aniž ji ovšem kdokoli viděl. Plášť se pak zachoval jako inverzní barevný film ve fotoaparátu a neviditelnou Madonu zachytil. Tento závěr podpořil i zástupce firmy Kodak v Mexiku, který v roce 1963 prohlásil, že obraz na plášti se svou podstatou mnohem více podobá fotografii než namalovanému obrazu.
Po tomto zjištění byl proveden vědecký výzkum pláště profesory z univerzity na Floridě. V roce 1979 dospěla komise k závěru, že obraz na plášti z roku 1531 není možno vědecky vysvětlit. Infračervené zkoušky prováděné fyzikem Philipem Callahanem z NASA potvrdily, že na obraze neexistuje podmalba ani podklad. Na obraze není také ochranná laková vrstva. Bez podkladu by se plášť musel už před staletími rozpadnout a bez ochranné vrchní vrstvy by se už obraz musel dávno zničit, protože byl vystavován velmi dlouho kouři svíček, dotekům zbožných poutníků a dalším znečištěním. Obraz si přesto zachoval svoji původní svěžest. Je dokonce vytvořen tak, že využívá hrubý vzor tkaniny k docílení prostorové hloubky obličeje.

## Galerie

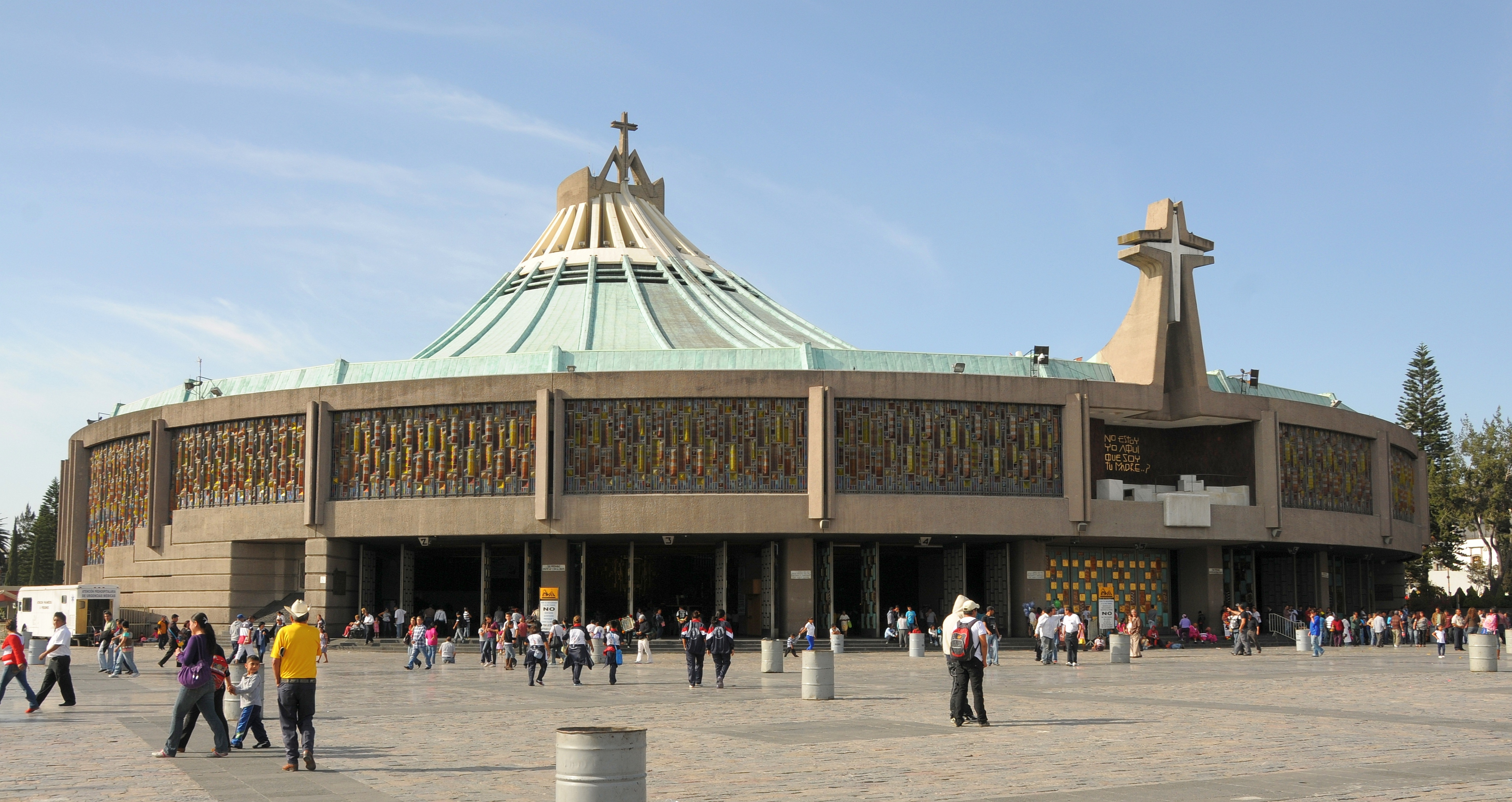
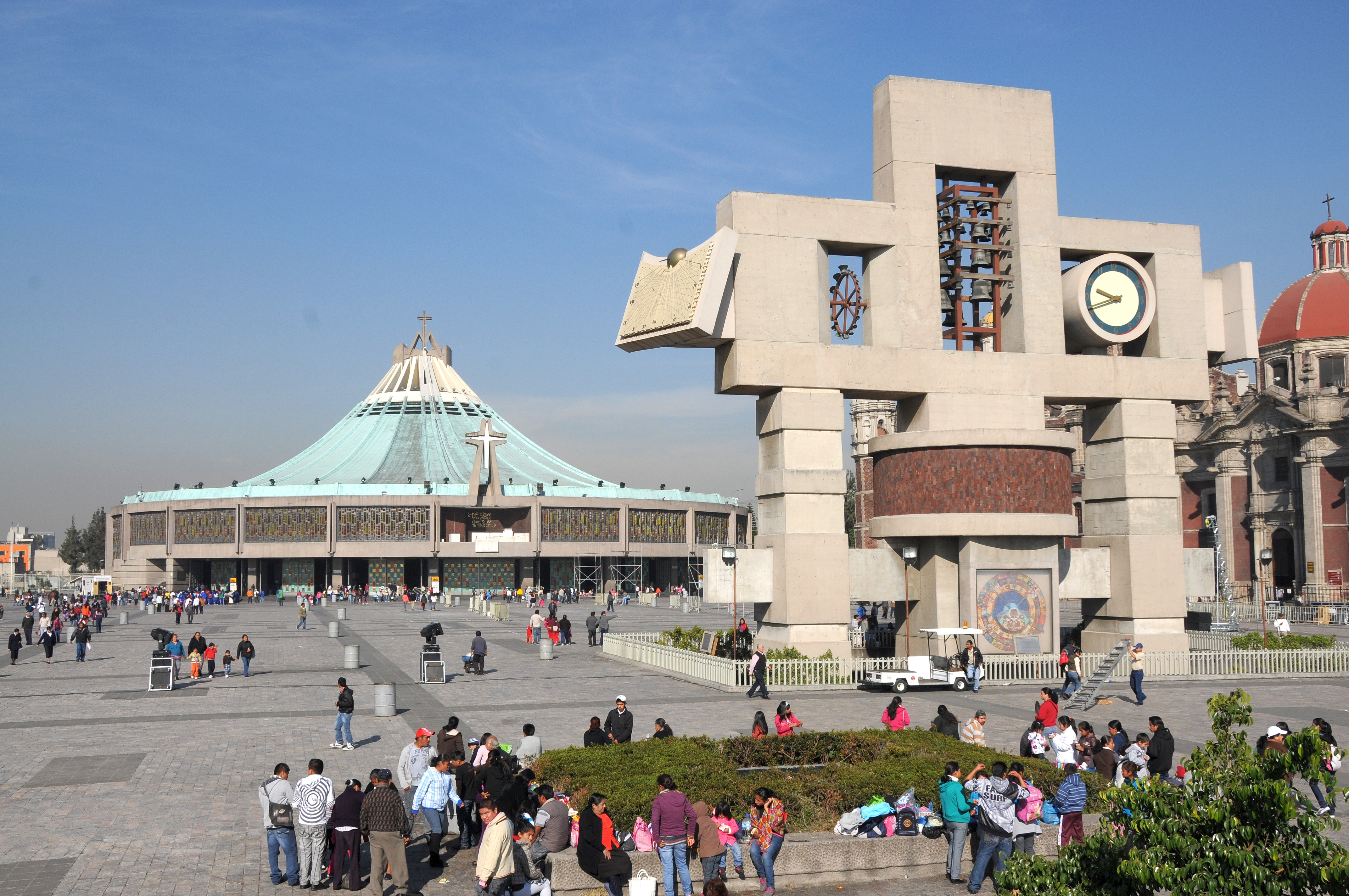
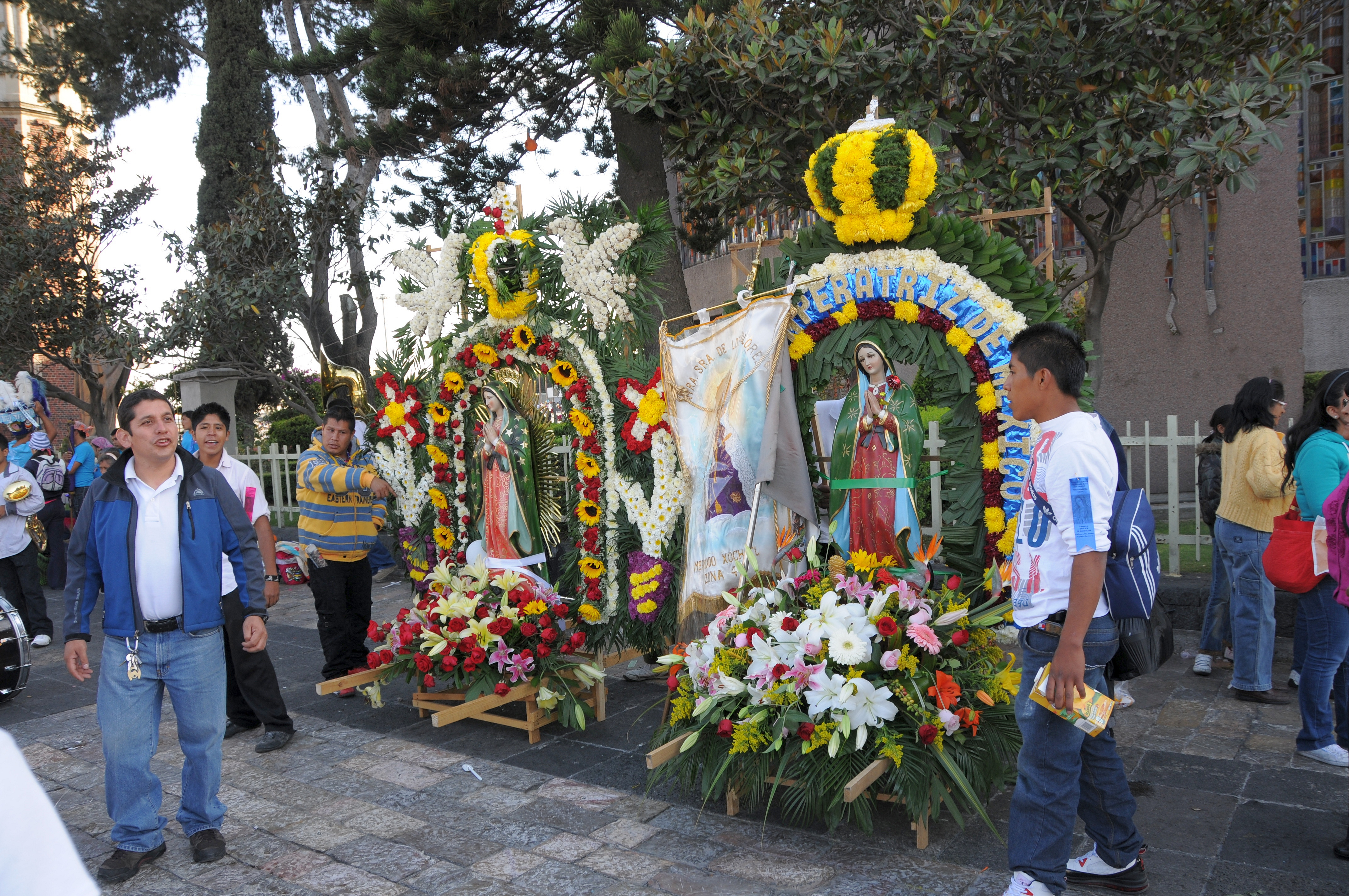
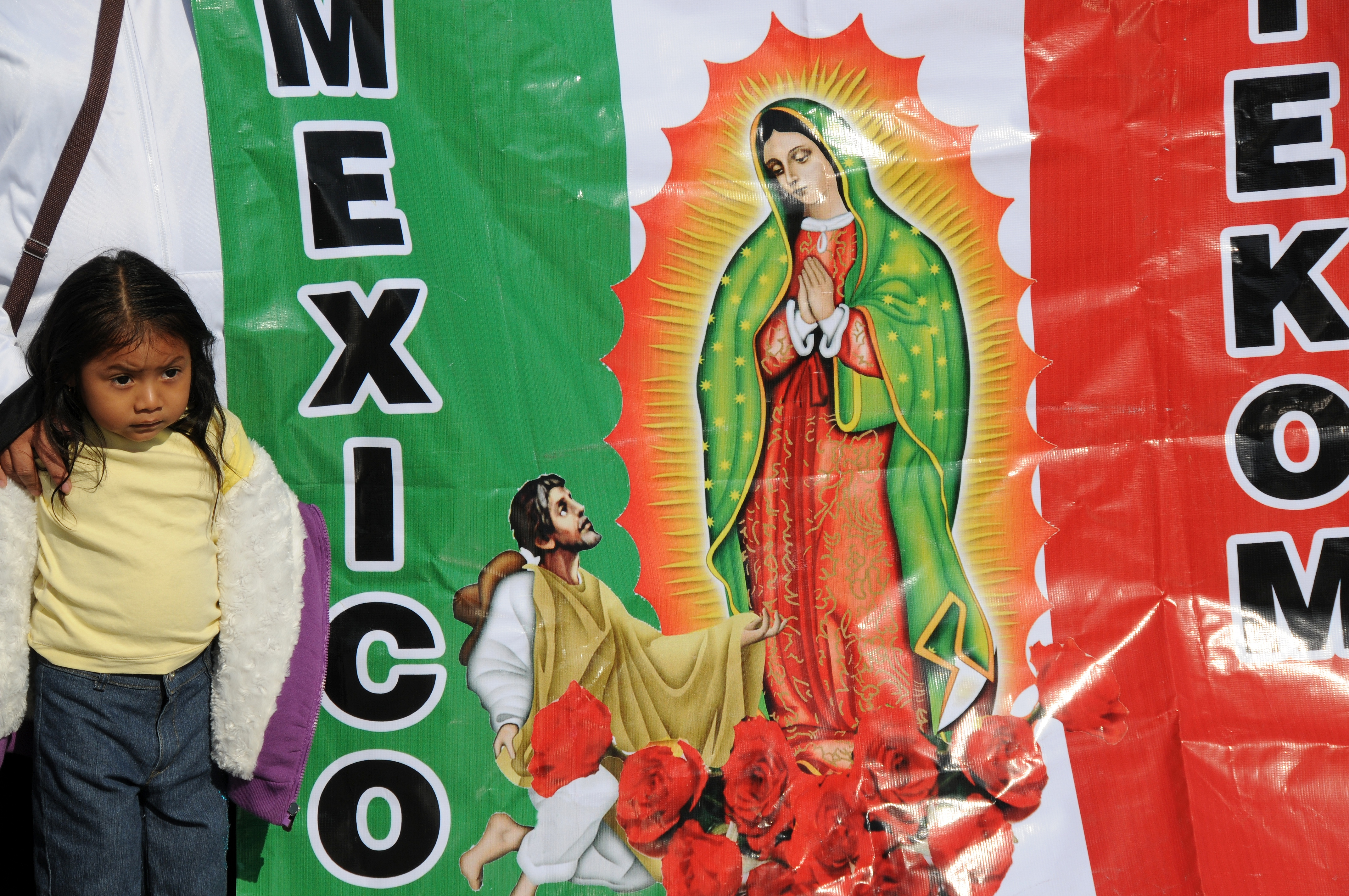
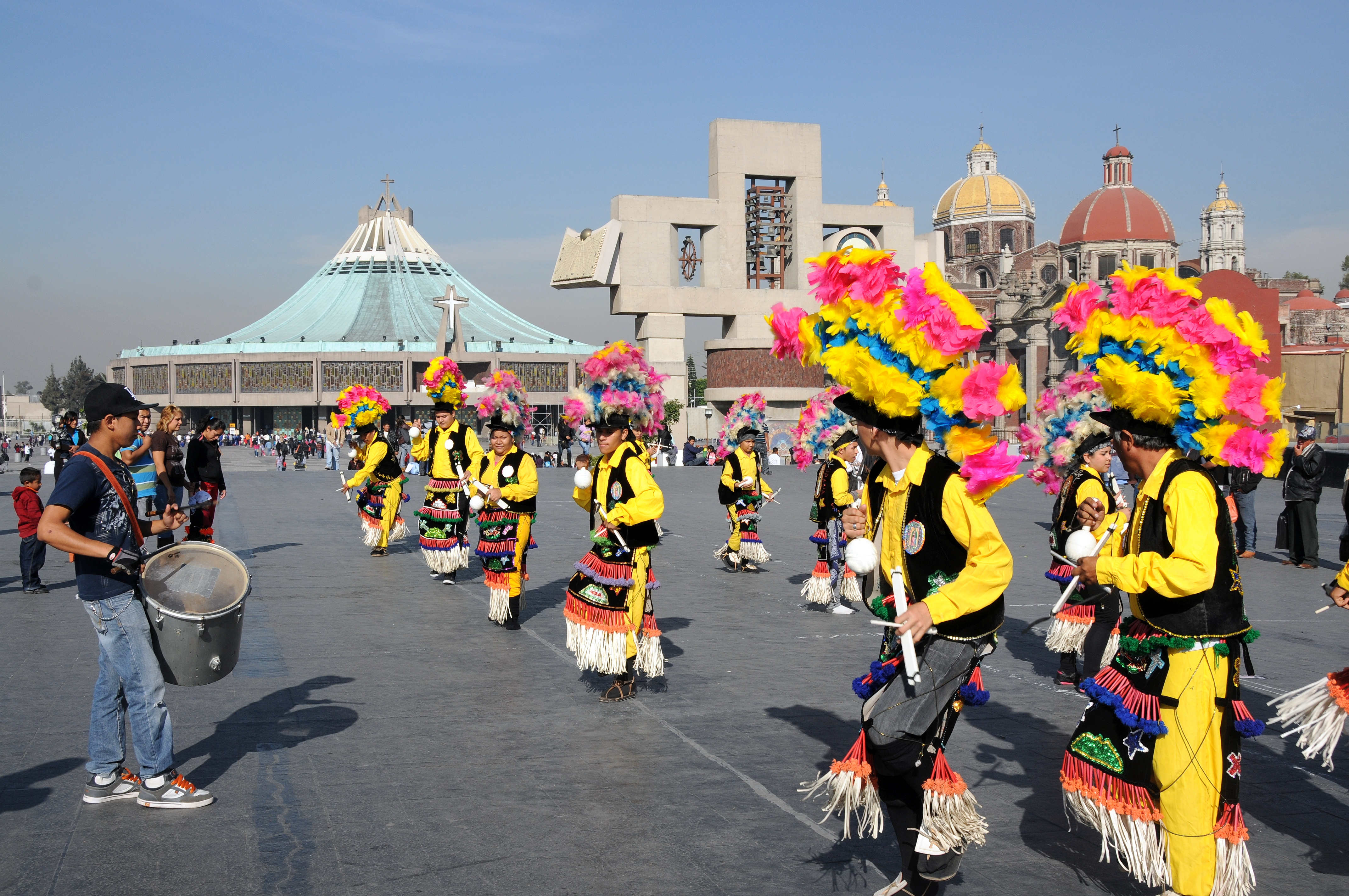
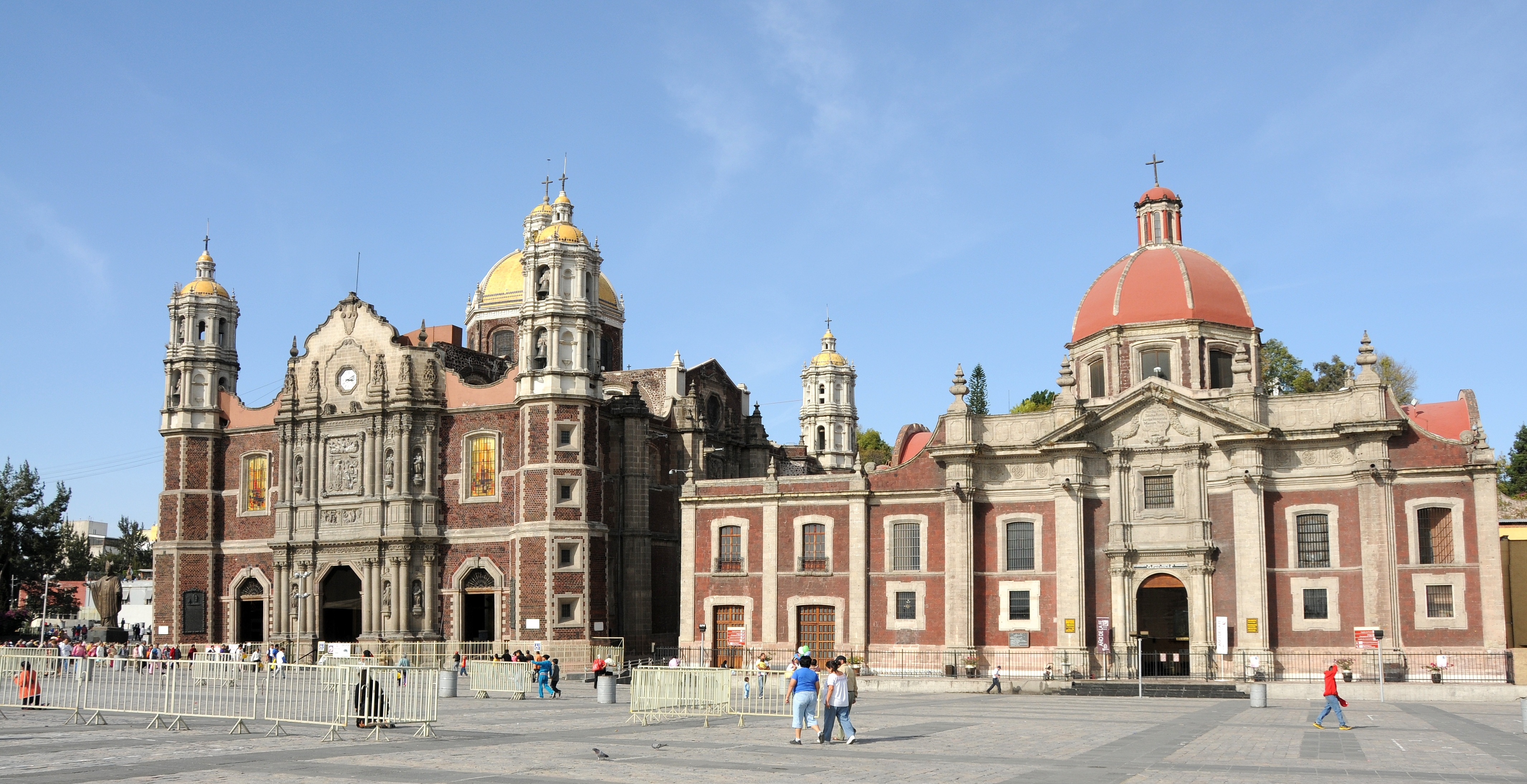
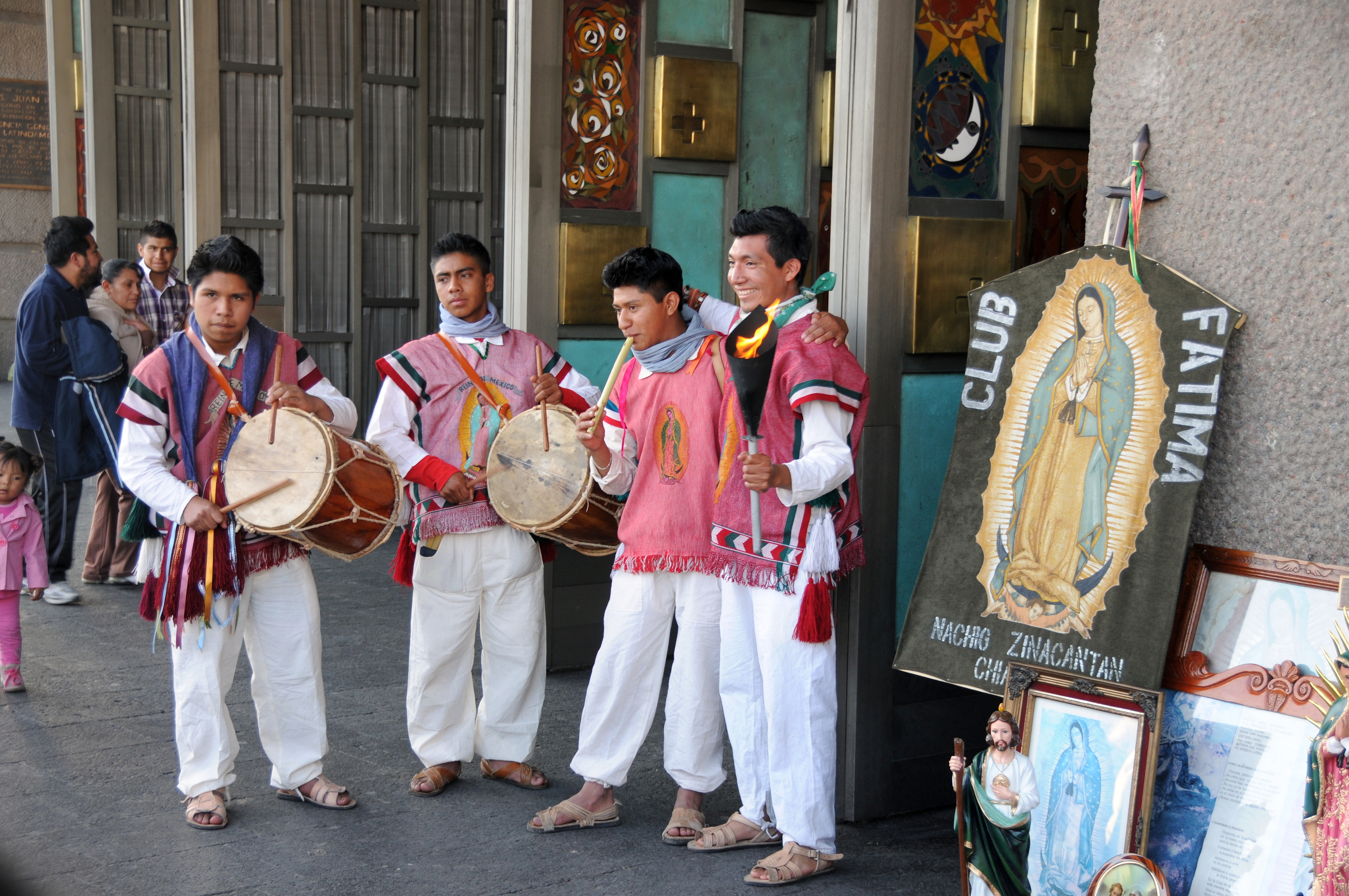
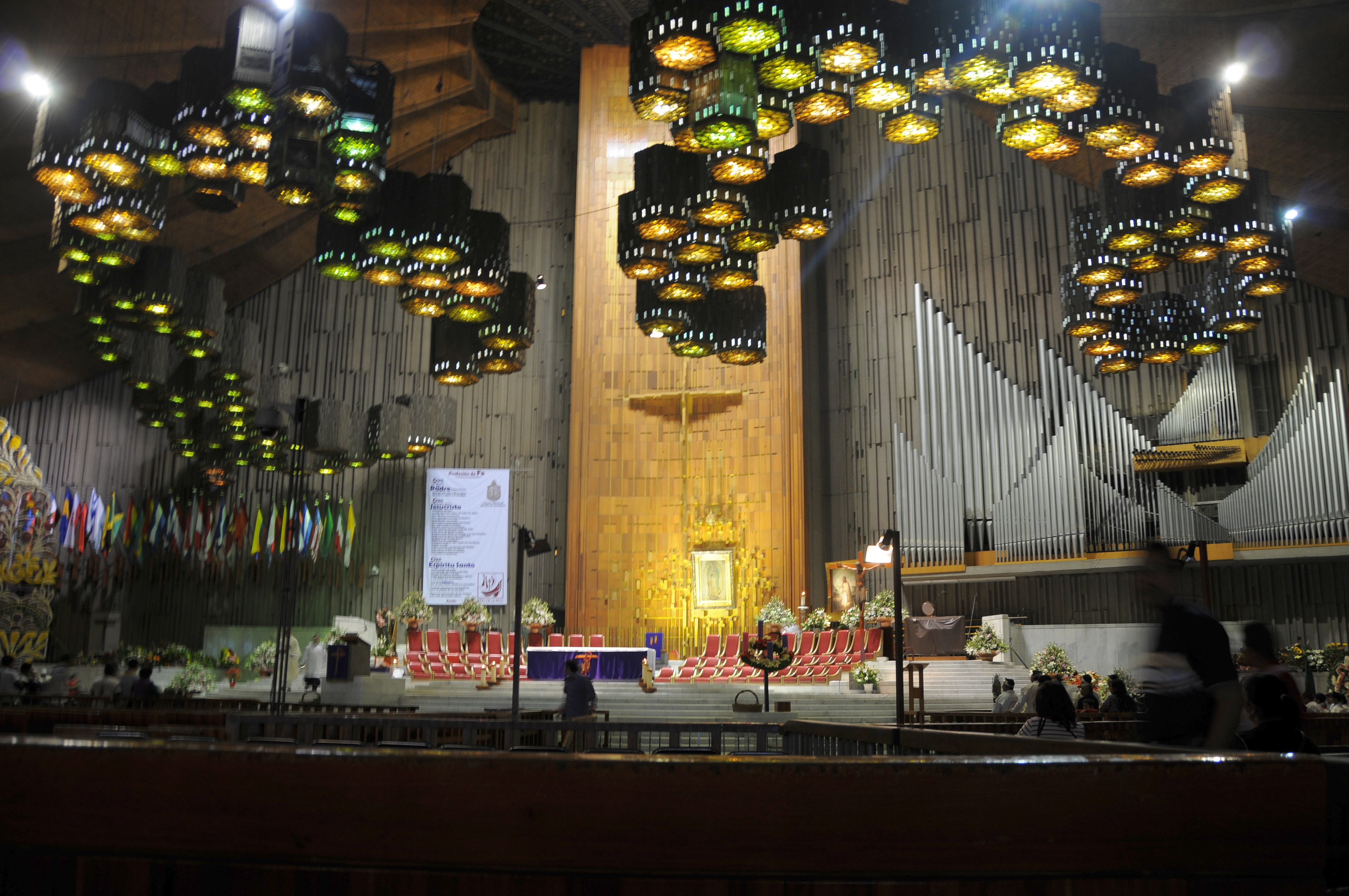
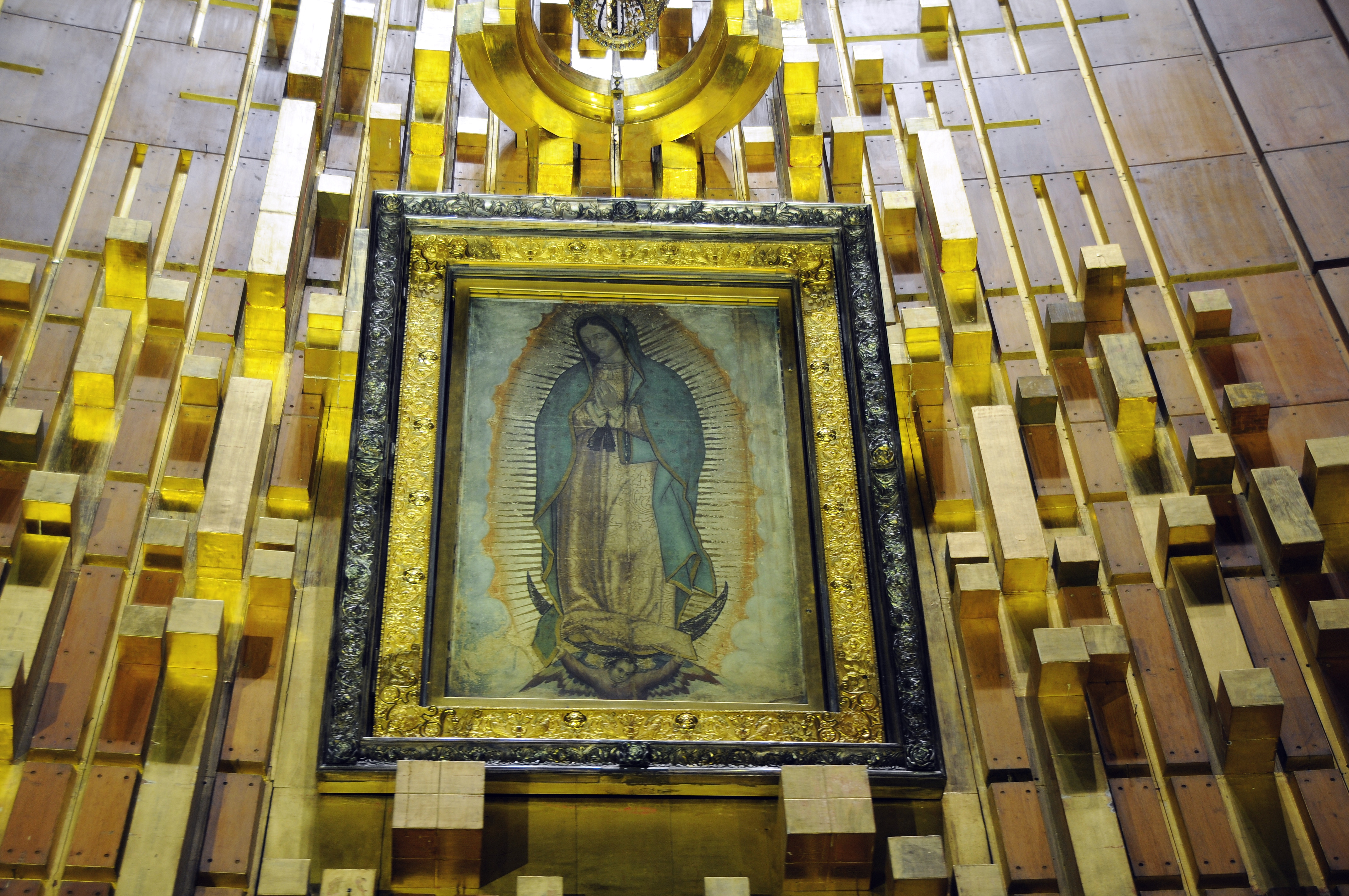
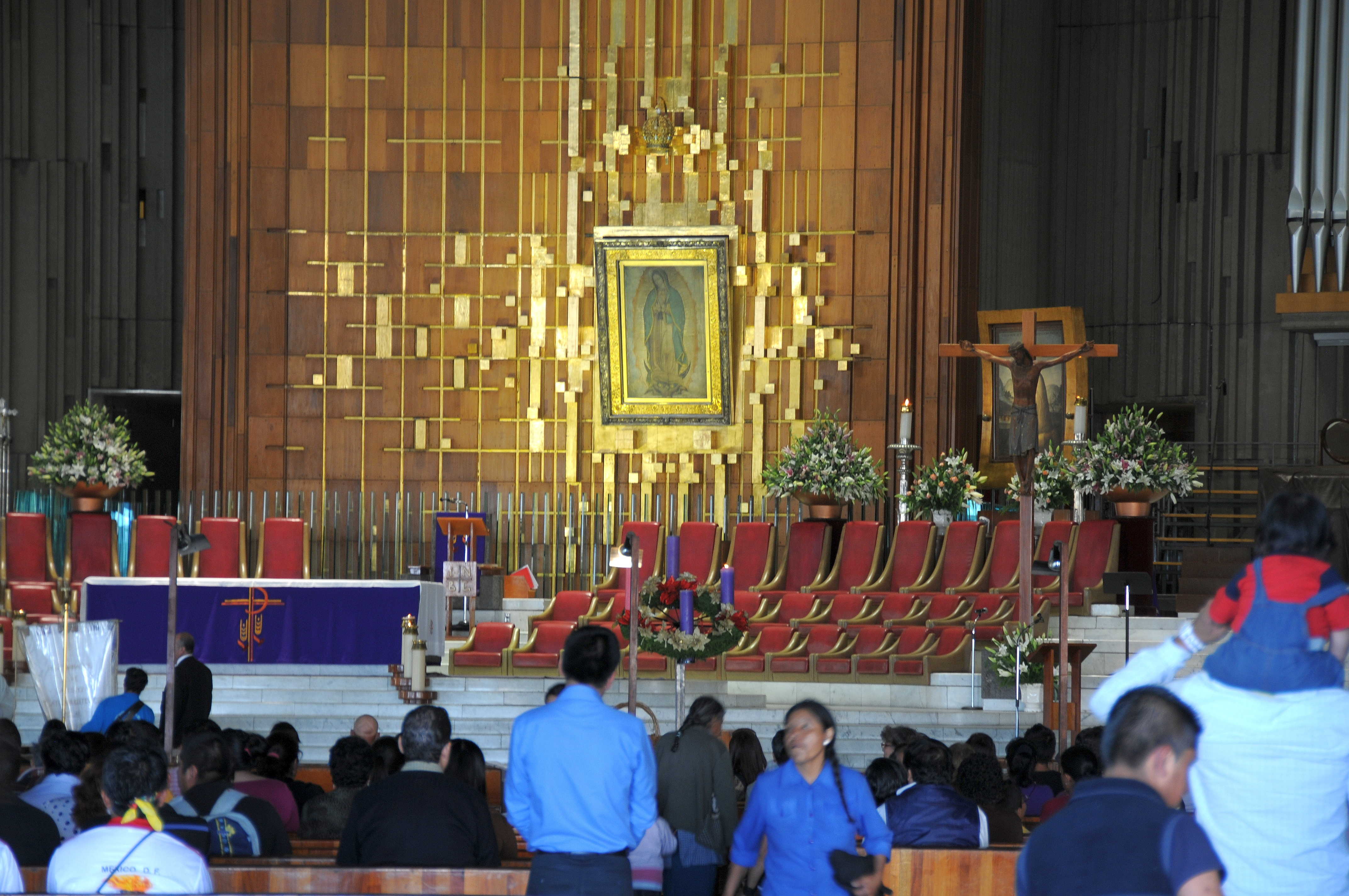